# Gotthard Kettler
Gotthard Kettler je bil vojvoda Kurlandije, zadnji mojster Livonskega reda in zadnji vojvoda Kurlandije in Semigalije, * 2. februar 1517, Anröchte, Sveto rimsko cesarstvo  † 17. maj 1587, Jelgava, Vojvodina Kurlandija in Semigalija.

## Življenje
Kettler je bil rojen  v stari vestfalski plemiški družini kot deveti otrok nemškega viteza Gottharda Kettlerja zu Melricha (omenjen 1527–1556) in njegove žene Sofije Nesselrodeške. Gotthardov starejši brat Viljem Kettler je bil od leta 1553 do 1557 škof v Münstru.
Okoli leta 1537 je vstopil v Livonski red in postal vitez. Leta 1554 je  postal komtur Dünaburga (Daugavpils)  in leta 1557 komtur Fellina (Viljandi). Leta 1559 je med Livonsko vojno (1558–1582) nasledil Viljema von Fürstenberga kot mojster Tevtonskega reda v Livoniji. 
Ko je bila Livonska konfederacija pod vse večjim pritiskom ruskega carja Ivana IV., je Kettler prestopil v luteranstvo in sekulariziral Semigalijo in Kurlandijo. Na podlagi Vilenskega sporazuma, sklenjenega 28. november 1561, je ustanovil Vojvodino Kurlandijo in Semigalijo kot vazalno državo Velike litovske kneževine, ki je bila kmalu vključena v poljsko-litovsko Republiko obeh narodov.
Po njegovem predlogu leta 1567 je deželni zbor (landtag) sklenil zgraditi 70 novih cerkva in 8 šol v oddaljenih predelih vojvodstva, kjer je še vedno živelo in umrlo veliko nekrščenih kmetov.
Umrl je 7. maja v Mitauu (Jelgava), star 70 let. Njegovi potomci so vladali v Kurlandiji do leta 1737.

## Družina
11. marca 1566 se je poročil z meklenburško vojvodinjo Ano, hčerko vojvode Alberta VII. Mecklenburg-Güstrowskega in Brandenburškega. Par je imel sedem otrok, od katerih so odrasli samo trije:
- Ana, vojvodinja Raziwiłł,
- Friderik, vojvoda Semigalije, in
- Viljem, vojvoda Kurlandije.